# Internationale Friedensfahrt 1954
Die Internationale Friedensfahrt 1954 (Course de la paix) war ein internationales Etappenrennen, das zum siebten Mal stattfand und in Polen, in der DDR und in der Tschechoslowakei vom 2. bis zum 17. Mai 1954 ausgetragen wurde. Gewinner der Einzelwertung wurde der Däne Eluf Dalgaard, in der Mannschaftswertung siegte die Tschechoslowakei.

## Teilnehmer
Am Start in Warschau bestand das Fahrerfeld aus 114 Aktiven, die aus 18 Mannschaften kamen. Triest, im Vorjahr noch mit einer kompletten Mannschaft gestartet, war diesmal nur durch Giordano Dreossi vertreten. Erstmals beteiligten sich die Sowjetunion und der Exot Indien, gegenüber dem Vorjahr fehlten 1954 die Fahrer aus Österreich. Die Mannschaften kamen aus folgenden Ländern.
| - Albanien - Belgien - Bulgarien - Dänemark - DDR - England - Finnland - Frankreich - Indien | - Niederlande - Norwegen - Polen - Rumänien - Schweden - Sowjetunion - Tschechoslowakei (ČSR) - Ungarn - in Frankreich lebende Polen |

Die DDR war durch Benno Funda, Lothar Meister I, Erich Schulz, Gustav-Adolf Schur, Georg Stoltze und Bernhard Trefflich vertreten.

## Streckenverlauf
Die siebte Friedensfahrt war 2051 Kilometer lang und war in 13 Etappen unterteilt. Während der ersten zwei Drittel führte die Strecke vorwiegend durch flaches Gelände. Erst ab der neunten Etappe mussten sich Fahrer mit Bergetappen auseinandersetzen. Dort verlief die Strecke zunächst durch das Erzgebirge, bei den letzten drei Etappen waren die Anstiege in der Böhmisch-Mährischen Höhe zu bewältigen. Der längste Tagesabschnitt von Ost-Berlin nach Leipzig hatte eine Länge von 204 Kilometern, während die Anfangsetappe „Rund um Warschau“ mit 105 Kilometern am kürzesten war. Der Grenzübertritt vom polnischen Zgorzelec zum 95 Kilometer entfernten Cottbus erfolgte per Bahn.

## Rennverlauf

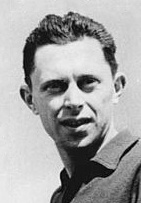
Mieczysław Wilczewski (Polen), zweifacher Etappensieger

Es hatte zunächst den Anschein, als würde der Pole Mieczysław Wilczewski einem sicheren Gesamtsieg entgegenfahren. Nach Siegen auf den beiden ersten Etappen hatte er bereits einen Vorsprung von 2:14 Minuten herausgefahren, den er nach vier Etappen auf 4:55 Minuten ausdehnen konnte. Danach schrumpfte sein Vorsprung jedoch, nach dem sechsten Tagesabschnitt lag er nur noch mit 1:15 Minuten vor dem Dänen Eluf Dalgaard in Front. Auf der siebten Etappe verlor Wilczewski schließlich endgültig das Gelbe Trikot des Gesamtführenden, als er den Anschluss an eine neunköpfige Spitzengruppe verpasste. In dieser Gruppe fuhr Dalgaard mit, und ein siebter Platz reichte diesem, Wilczewski über zehn Minuten abzunehmen und sich seinerseits an die Spitze der Gesamtwertung zu setzen. Auf den letzten Etappen entwickelte sich ein Zweikampf zwischen Dalgaard und dem Belgier René Van Meenen, der sich auf der elften Etappe das Gelbe Trikot erkämpfte. Dalgaard ließ jedoch nicht locker. Erneut fuhr er auf der Schlussetappe zusammen mit acht weiteren Fahrern dem Hauptfeld davon und hatte im Ziel in Prag als Neunter Van Meenen 9:38 Minuten abgenommen. Dalgaard gewann schließlich die Gesamtwertung mit einem Vorsprung von 2:58 Minuten vor dem Tschechoslowaken Vlastimil Ružička. Der Star im Peloton war jedoch der Inder Dhana Singh, der bis zu seinem vorzeitigen Ausscheiden nach einem Sturz in Pardubice mit seinem Turban für Aufsehen sorgte. Um ihn im Krankenhaus behandeln zu können, musste extra ein Dolmetscher eingeflogen werden. Sympathien zog auch Giordano Dreossi aus Triest auf sich, der ohne mannschaftliche Unterstützung das Rennen bis zum Ende durchstand und als 75. noch zwei weitere Fahrer hinter sich ließ. 37 Fahrer mussten die Friedensfahrt vorzeitig beenden.
Die Mannschaft der DDR war während der gesamten Rundfahrt vom Pech verfolgt. Erich Schulz musste auf der achten Etappe nach einem Sturz ausscheiden, Georg Stoltze gab auf dem siebten Tagesabschnitt mit Magenbeschwerden auf. Aber auch die übrigen vier DDR-Fahrer konnten mit dem Tempo des Feldes nicht mithalten und wurden zudem durch Defekte und Stürze aufgehalten. In der Endabrechnung war Gustav-Adolf Schur mit 50 Minuten Rückstand als 22. bester seiner Mannschaft.
Aufgrund der schlechten Einzelleistungen konnte das DDR-Team seinen Vorjahressieg in der Mannschaftswertung nicht verteidigen. Die Blauen Trikots erkämpften sich diesmal überlegen die Fahrer der Tschechoslowakei mit einem Vorsprung von 32:04 Minuten vor Polen. Mit einem Rückstand von über zwei Stunden landete die DDR-Mannschaft nur auf Rang sieben. Die Exoten aus Indien brachten nur einen Aktiven bis nach Prag und kamen als einziges Team nicht in die Mannschaftswertung.
| Etappe | Start – Ziel                   | Etappen- länge | Etappensieger                       | Zeit (h) | km/h |
| 01.    | Rund um Warschau               | 105 km         | Mieczysław Wilczewski (Polen)       | 2:29:28  | 42,0 |
| 02.    | Warschau – Łódź                | 130 km         | Mieczysław Wilczewski (Polen)       | 3:08:10  | 41,4 |
| 03.    | Łódź – Kattowitz               | 173 km         | Władysław Klabiński (Polen)         | 4:35:24  | 37,6 |
| 04.    | Kattowitz – Breslau            | 185 km         | Vlastimil Ružička (ČSR)             | 4:28:39  | 41,0 |
| 05.    | Breslau – Zgorzelec            | 171 km         | Eluf Dalgaard (Dänemark)            | 4:52:09  | 35,1 |
| 06.    | Cottbus – Ost-Berlin           | 182 km         | René Van Meenen (Belgien)           | 5:04:27  | 35,8 |
| 07.    | Ost-Berlin – Leipzig           | 204 km         | Jan Veselý (ČSR)                    | 5:32:28  | 36,8 |
| 08.    | Leipzig – Karl-Marx-Stadt      | 144 km         | Edward Klabiński (Frankreich-Polen) | 3:52:51  | 37,1 |
| 09.    | Karl-Marx-Stadt – Bad Schandau | 114 km         | Edward Klabiński (Frankreich-Polen) | 3:00:01  | 38,1 |
| 10.    | Děčín – Pardubice              | 186 km         | Stanisław Królak (Polen)            | 4:58:12  | 37,1 |
| 11.    | Pardubice – Brünn              | 137 km         | Fernand Picot (Frankreich)          | 3:39:38  | 37,2 |
| 12.    | Brünn – Tábor                  | 160 km         | René Van Meenen (Belgien)           | 3:50:22  | 41,6 |
| 13.    | Tábor – Prag                   | 160 km         | Vlastimil Ružička (ČSR)             | 3:51:11  | 41,2 |

## Endresultate
| Einzelwertung | Einzelwertung         | Einzelwertung    | Einzelwertung |
| ------------- | --------------------- | ---------------- | ------------- |
|               | Fahrer                | Mannschaft       | Zeit          |
| 01.           | Eluf Dalgaard         | Dänemark         | 53:59:11 h    |
| 02.           | Vlastimil Ružička     | Tschechoslowakei | + 02:58 min   |
| 03.           | René Van Meenen       | Belgien          | + 07:43 min   |
| 04.           | Fernand Picot         | Frankreich       | + 09:04 min   |
| 05.           | Henk van der Broeck   | Niederlande      | + 11:57 min   |
| 06.           | Stanisław Królak      | Polen            | + 13:43 min   |
| 07.           | Mieczysław Wilczewski | Polen            | + 19:32 min   |
| 08.           | Jan Kubr              | Tschechoslowakei | + 19:35 min   |
| 09.           | Helge Hansen          | Dänemark         | + 22:18 min   |
| 10.           | Willem Rusman         | Niederlande      | + 25:40 min   |
| 0 …           |                       |                  |               |
| 22.           | Gustav-Adolf Schur    | DDR              | + 50:00 min   |
| 30.           | Benno Funda           | DDR              | + 1:12:21 h   |
| 33.           | Lothar Meister I      | DDR              | + 1:31:33 h   |
| 55.           | Bernhard Trefflich    | DDR              | + 3:30:39 h   |
| 58.           | Lajos Szabó           | Ungarn           | + 4:05:47 h   |
| 66.           | Pál Kucsera           | Ungarn           | + 5:25:56 h   |
| 0 …           |                       |                  |               |
| 77.           | Supravat Chakravati   | Indien           | + 19:00:16 h  |

| Mannschaftswertung | Mannschaftswertung    | Mannschaftswertung | Mannschaftswertung |
| ------------------ | --------------------- | ------------------ | ------------------ |
|                    | Mannschaft            | Zeit               |                    |
| 01.                | Tschechoslowakei      | 161:45:41 h        |                    |
| 02.                | Polen                 | + 32:04 min        |                    |
| 03.                | Dänemark              | + 49:08 min        |                    |
| 04.                | Belgien               | + 50:26 min        |                    |
| 05.                | Niederlande           | + 1:07:18 h        |                    |
| 06.                | Sowjetunion           | + 1:12:57 h        |                    |
| 07.                | DDR                   | + 2:37:33 h        |                    |
| 08.                | England               | + 3:13:21 h        |                    |
| 09.                | Bulgarien             | + 3:30:15 h        |                    |
| 10.                | Frankreich-Polen      | + 4:16:17 h        |                    |
| 11.                | Frankreich            | + 4:16:44 h        |                    |
| 12.                | Rumänien              | + 5:25:33 h        |                    |
| 13.                | Schweden              | + 5:43:57 h        |                    |
| 14.                | Finnland              | + 11:36:03 h       |                    |
| 15.                | Norwegen              | + 13:18:46 h       |                    |
| 16.                | Ungarn                | + 13:22:49 h       |                    |
| 17.                | Albanien              | + 27:54:04 h       |                    |
|                    | ausgeschieden: Indien |                    |                    |

## Sonstiges
Aus dem Anlass wurde das Leipziger Friedensfahrt-Denkmal enthüllt.